# Annamoblatta vietnamica
Annamoblatta vietnamica är en kackerlacksart som beskrevs av Marguérite Sergeev 1984. Annamoblatta vietnamica ingår i släktet Annamoblatta och familjen jättekackerlackor.
Artens utbredningsområde är Vietnam. Inga underarter finns listade i Catalogue of Life.